# Flabellina dana
Flabellina dana is een slakkensoort uit de familie van de Flabellinidae. De wetenschappelijke naam van de soort is voor het eerst geldig gepubliceerd in 2006 door Millen & Hamann.